# Eesterrecht
Eesterrecht is een voormalige rechtstoel in Fivelingo, provincie Groningen (tot 1803).
Het Eesterrecht bestond uit twee delen, namelijk het Eesterrecht van Ten Post en het Eesterrecht van 't Zandt, ook wel Eesterrecht (zonder verdere toevoegingen) genoemd. Onder Ten Post vielen het dorpsgebied van Wittewierum (met het dorp Ten Post), een groot deel van Garrelsweer en een klein deel van 't Zandt; onder 't Zandt viel groot een deel van dit kerspel en kleinere delen van Leermens, Eenum en Zeerijp. De rechtstoel werd het ene jaar door een gerechtigde uit Ten Post, het andere jaar door een gerechtigde uit 't Zandt bekleed. De rechten van Ten Post rouleerden oorspronkelijk tussen Oldersum en Wittewierum, die van 't Zandt tussen 't Zandt en Eenumerhoogte dan wel Zeerijp. In de 17e eeuw waren de rechten van Ten Post in handen van de adellijke familie Rengers ten Post op de borg Oldenhuis, hetgeen door de eigenaren van de borg Tammingahuizen werd bestreden.
Het Eesterrecht moet niet worden verward met de rechtstoel van 't Zandt, Leermens, Zeerijp en Eenum, het overrecht van 't Zandt en Leermens, het overrecht van Zeerijp en Eenum, het overrecht van Ten Post (Eester lanckrecht) en het overrecht van Garrelsweer. Daarvan beschikten Ten Post, 't Zandt, Leermens en Zeerijp in de 18e eeuw over een eigen rechthuis.
De rechtdagen van Ten Post werden gehouden in het rechthuis van Winneweer (dan wel Ten Post), eerder in het gehucht Kröddeburen of op de wierde van Oldersum bij Ten Post. De rechtdagen van 't Zandt vonden vermoedelijk plaats in het rechthuis aldaar, oorspronkelijk wellicht in Leermens. Volgens een achttiende-eeuws bericht legden de rechters de eed af bij de grote steen die op het kerkhof van Leermens lag.
Het noordelijke deel van de rechtstoel strekte zich uit van Eenumerhoogte tot Zandtstervoorwerk en Zijldijk, waar het klooster Bloemhof te Wittewierum ooit een voorwerk met omvangrijk landbezit bezat. Het viel uiteen in een binnendijks gedeelte onder Eestrum (Eenumerhoogte) en een buitendijks gedeelte aan de overzijde van de Spijksterweg onder 't Zandt. Het zuidelijke deel van het Eesterrecht viel grotendeels samen met het kerspel Wittewierum, waar de abt het klooster Bloemhof vanouds als belangrijkste grootgrondbezitter optrad. Hiertoe behoorden onder andere de wierden van Oldersum en Huisburen en het dijkdorp Ten Post. Daarnaast viel het zuidelijke deel van Garrelsweer (met de voormalige hoge wierde van Nienhuis) onder het Eesterrecht. In de zijlbrief van de Drie Delfzijlen uit 1317 is voor het eerst sprake van de halve rechtstoel te Oldersum (in dimidio consulatu Aldersum). Een latere versie van de zijlbrief (uit 1445) spreekt van het Aldersummer halve rechtschap, als van Garrelsweer, van Aldersum off van den Poste.
Uit het feit dat het klooster Bloemhof in beide delen van het Eesterrecht een belangrijke rol speelde, valt af te leiden dat de stichters van het klooster dan wel hun voorouders verantwoordelijk waren voor het combineren van beide gebieden binnen één rechtstoel. De hoofdelingen van Oldersum traden in de 13e eeuw op als beschermheren van het klooster. Mogelijk gaat deze combinatie nog verder terug. Bij het gebied rond Eenumerhoogte zou het kunnen gaan om een koninklijk domein rond Leermens, dat in 1040 in het bezit van de bisschop van Utrecht was. Bij de niet-geïdentificeerde parochie Henricaskericun (Æcclesia Henrici, eind 10e eeuw) gaat het mogelijk om Wittewierum. De niet-Friese naam Henrik suggereert een relatie met de koninklijke familie van de Liudolfingen of Ottonen. Deze naam kwam ook in Leermens voor.

## Eenumerhoogte of Kröddeburen?
| Ten Post    | Huizen | 't Zandt | Landgebr. |
| ----------- | ------ | -------- | --------- |
| Garrelsweer | 28     | 't Zandt | 51        |
| Wittewierum | 25     |          |           |
| Graauwedijk | 14     |          |           |
| Oldenhuis   | 4      |          |           |
| Ten Post    | ?      | Eenum    | 6         |
| Oldersum    | ?      | Zeerijp  | 7         |
| Huisburen   | ?      | Leermens | 6         |
| Totaal      |        |          | 70        |

De herkomst van de naam Eesterrecht is niet bekend. De taalkundige Wobbe de Vries stelde in 1936 vast dat de oudste vorm Eester, Eethster of Eetyster recht luidt. De rechtdagen zouden oorspronkelijk hebben plaatsgevonden op Eestum. Hij vermoedde dat het om een onbekend wierdedorp bij Ten Post ging dat *Etisthêm zou hebben geheten. Naar aanleiding van nieuwe vondsten stelde hij dit idee bij, omdat de rechtstoel ook wel Eestrum werd genoemd. De oorspronkelijke dorpsnaam zou dan *Eesterheem zijn geweest, waar het adjectief Eesterer- van was afgeleid. Hij wees bovendien op de verwante plaatsnaam Eestrum in Friesland, die overigens is afgeleid uit een meervoudsvorm van het toponiem 'es' (akkerland). De historicus Hidde Feenstra veronderstelde in 2000  dat de naam Eestrum ook gebruikt werd voor de wierde van Oostrum oftewel Eenumerhoogte. Zijn collega Redmer Alma stelde echter vast dat dit niet uit de bronnen bleek.
Op grond van de redenering van Wobbe de Vries koos de plaatsnamencommissie van Ten Boer in 1954 voor de straatnaam Eestumerweg te Kröddeburen. Inderdaad vinden hier bij de driesprong met de middeleeuwse Stadsweg een kaak (schandpaal), waarbij ook menselijke resten, vermoedelijk afkomstig van een rechtplaats zijn gevonden. Of de naam Eest(r)um aan deze plek gekoppeld mag worden, blijft echter de vraag. Het zou bijvoorbeeld ook om de wierde van Huisweren kunnen gaan, die in de 19e eeuw is afgegraven, of om een andere locatie in het gebied.
Het laatste woord over de geschiedenis van het Eesterrecht is zeker nog niet gezegd. Er bevinden zich klauwboeken en archiefstukken in verschillende collecties, die nader onderzocht dienen te worden.